# Saison 1884 des Blue Stockings de Toledo
La saison 1884 des Blue Stockings de Toledo est l'unique saison du club de baseball des Blue Stockings de Toledo dans les ligues majeures de baseball. Avec 45 victoires pour 58 défaites, les Blue Stockings terminent en huitième position du classement de l'Association américaine. 
Fait marquant dans l'histoire du baseball nord-américain, les Blue Stockings est la première équipe de ligue majeure à aligner des joueurs noirs dans leur formation. Le receveur Moses Fleetwood Walker (en) et son frère Weldy Walker (en) deviennent ainsi les deux premiers Afro-Américains à jouer dans les ligues majeures de baseball.